# Štefan Rakovský
Štefan Rakovský (Aranyosmarót, 1904. június 8. - Aranyosmarót, 1996. július 15.) pedagógus, muzeológus.

## Élete
Kézműves családban született. Az elemi iskolát és a gimnáziumot szülővárosában végezte. 1923-tól a pozsonyi Comenius Egyetemen tanult, majd végzett. Történelem és földrajz tanári oklevelet szerzett Václav Chaloupeckýnél, majd Pozsonyban, Nyitrán, Besztercebányán, Ostravaban, Trencsénben tanított középiskolákon. A második világháború után 1945-től haláláig az aranyosmaróti gimnázium tanára.
Régészeti, történeti és természettudományos kutatásokat is folytatott. 1947-től az aranyosmaróti városi múzeum igazgatója. Janko Kráľ emlékszoba létrahozásában is szerepe volt. A kisgeszti és ebedeci természetvédelmi területek védelmében is kivette részét. Több Szlovák nemzeti felkelés emlékmű létrehozásában közreműködött. A trencséni múzeum numizmatikai gyűjteményének létrehozásában is közrejátszott.
Aranyosmaróton nyugszik.

## Elismerései
- 1974 Andrej Kmeť-díj
- 1975 a kultúra érdemesült munkása

## Művei
- 1966 Zlaté Moravce a okolie.